# Convención europea

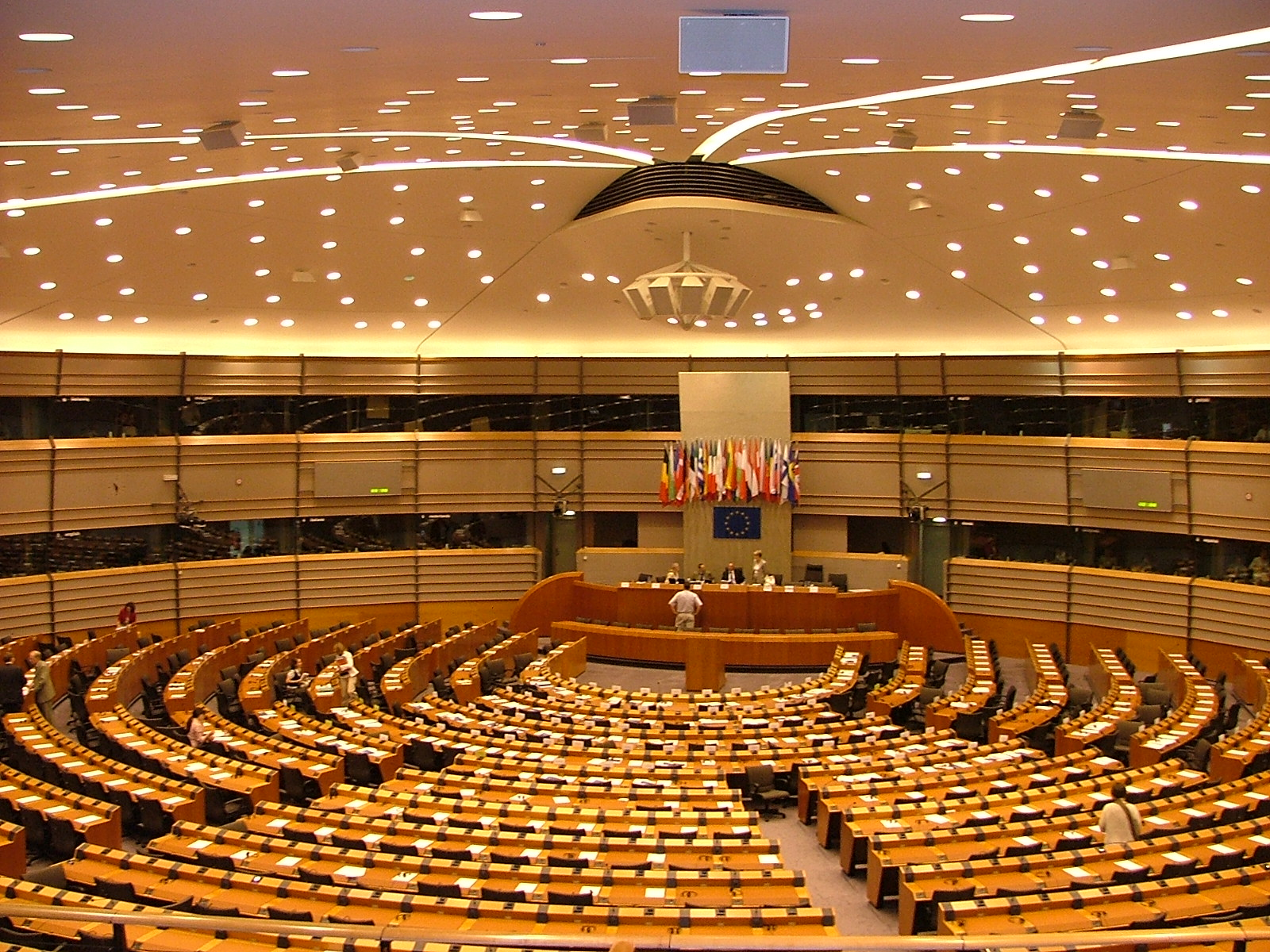
Hemiciclo del Parlamento Europeo donde se reunió la Convención para el Futuro de Europa entre 2000 y 2003, en Bruselas.

La Convención europea es un órgano no permanente previsto por los Tratados de la Unión Europea para conducir los procesos ordinarios de reforma de los mismos. La Convención está compuesta por representantes del Parlamento Europeo y de los parlamentos nacionales de los Estados miembros, de la Comisión Europea y de los gobiernos nacionales y dirigida en sus trabajos por un Praesidium a cuya cabeza se encuentra un Presidente de la Convención. Su composición y funcionamiento básico están recogidos en el artículo 48 del Tratado de la Unión Europea, referido a la reforma de los Tratados.
Se han celebrado sólo dos convenciones europeas: la primera, entre 1999 y 2000, redactó la Carta de Derechos Fundamentales de la Unión Europea; la segunda, la Convención para el Futuro de Europa convocada por el Consejo Europeo de Laeken de 2001, concluyó en 2003 con la aprobación del primer proyecto de Constitución Europea, que sin embargo nunca vio la luz por los referendos negativos de Francia y Holanda en 2005.
La Conferencia sobre el Futuro de Europa finalizada en 2022, se pronunció a fovor de abrir el proceso de Convención que concluya en la reforma de los Tratados de la Unión. Desde entonces, el Parlamento Europeo por clara mayoría y la Comisión Europea también se han pronunciado en este sentido.

## Funcionamiento
La Convención debe ser convocada por el Presidente del Consejo Europeo cuando esta institución adopte una decisión favorable a una revisión constitucional de los Tratados, previa propuesta del Parlamento Europeo, de la Comisión o de uno o varios Estados miembros y notificándose la misma a los parlamentos nacionales. No obstante, el Consejo Europeo podrá decidir por mayoría simple, y con la aprobación del Parlamento Europeo, no convocar una Convención si la importancia de las modificaciones previstas no justificara su llamamiento.
La Convención así convocada se constituirá con el mandato de redactar un proyecto de reforma constitucional, ajustado en lo posible al contenido propuesto en un principio al Consejo Europeo. Terminados sus trabajos, el presidente de la Convención entregará al Presidente del Consejo Europeo un proyecto adoptado por consenso. Si no pudiere alcanzarse tal consenso (no sobre cada punto sino sobre el conjunto del texto) en el seno de la Convención, bastará que ésta apruebe la reforma por mayoría simple.
A continuación el presidente del Consejo Europeo convocará, previa aprobación de éste, una conferencia intergubernamental compuesta por representantes de los gobiernos de los Estados miembros, con el fin de depurar y consensuar todos los puntos de la reforma, que será finalmente sometida en bloque al Consejo Europeo, que deberá aprobarla por unanimidad. La reforma, sin embargo, no entrará en vigor hasta haber sido adoptada por todos los Estados de la Unión, de conformidad con sus respectivos procedimientos constitucionales, y aprobada por la mayoría absoluta del Parlamento Europeo.

## Historia

### Convención sobre la Carta de los Derechos Fundamentales
La Carta de los Derechos Fundamentales de la Unión Europea es un documento en el que se recogen todos los derechos civiles, políticos, jurídicos, sociales y económicos de los habitantes y ciudadanos de la Unión Europea. Fue proclamada por el Parlamento Europeo, el Consejo y la Comisión el 7 de diciembre de 2000 en Niza. Es uno de los cuatro Tratados constitutivos de la Unión Europea.
Los derechos consagrados en este texto son la dignidad, la libertad, la igualdad, la solidaridad, la ciudadanía y la justicia, los cuales ya se recogen en el Convenio Europeo para la Protección de los Derechos Humanos, en la Carta Social Europea del Consejo de Europa, en la Carta Comunitaria de los Derechos Sociales Fundamentales de los Trabajadores, y a su vez en las propias constituciones de los Estados miembros de la Unión, así como en otros convenios internacionales que han firmado los Estados de la Unión Europea. 
Una versión revisada de la Carta fue proclamada el 12 de diciembre de 2007 en Estrasburgo, antes de la firma del Tratado de Lisboa; una vez ratificado este, hace la Carta legalmente vinculante para todos los países con excepciones para Polonia y el Reino Unido. La versión actualizada de la Carta fue firmada por el presidente del Parlamento Europeo Hans-Gert Poettering, el presidente de la Comisión Europea José Manuel Barroso y el primer ministro portugués José Sócrates, presidente del Consejo Europeo por aquel entonces.
La carta no forma parte del Tratado de Lisboa (estaba previsto que formara parte de la Constitución Europea, pero al no aprobarse esta, se modificó la previsión), pero por la remisión en el artículo 6 del Tratado de la Unión Europea tras la reforma de Lisboa se hace vinculante para todos los Estados. 
Además de la Carta propiamente dicha, la Convención que la elaboró redactó también unas «explicaciones» que detallan el origen de cada precepto, y sirven como guía para la interpretación de la misma.
Por primera vez, se han reunido en un único documento todos los derechos que hasta ahora se repartían en distintos instrumentos legislativos como las legislaciones nacionales y los convenios internacionales del Consejo de Europa, de las Naciones Unidas y de la Organización Internacional del Trabajo. Al dar visibilidad y claridad a los derechos fundamentales, la Carta contribuye a desarrollar el concepto de ciudadanía de la Unión, así como a crear un espacio de libertad, seguridad y justicia. La Carta refuerza la seguridad jurídica por lo que se refiere a la protección de los derechos fundamentales, protección que desde 1969 se garantizaba mediante la jurisprudencia del Tribunal de Justicia de la Unión Europea y con la actual redacción del Artículo 6 del Tratado de la Unión Europea.

### Convención sobre el futuro de Europa
La Convención sobre el futuro de Europa (o Convención Europea o Convención Constituyente) fue la convención europea encargada de redactar el borrador de Constitución Europea que sirvió de base para el texto final presentado a ratificación en los Estados miembros de la Unión Europea. Establecida en 2002, la Convención sobre el Futuro de Europa debatió modelos alternativos y visiones de la Unión Europea. Estaba formada por parlamentarios nacionales y europeos, miembros de la Comisión Europea, parlamentarios de los países candidatos a la ampliación y diversos observadores. Fue la base para la conferencia intergubernamental de 2004.
Tratado por el que se establece una Constitución para Europa
El Tratado por el que se establece una Constitución para Europa (conocido como Constitución Europea o Tratado Constitucional) fue un tratado internacional no ratificado destinado a crear una constitución consolidada para la Unión Europea (UE). De haber sido aprobado, habría reemplazado los tratados existentes de la UE con un solo texto, otorgando fuerza legal a la Carta de los Derechos Fundamentales, y ampliado la votación a mayoría cualificada en áreas de política que previamente se habían decidido por unanimidad entre los Estados miembro de la Unión.

## La Convención europea y la Conferencia sobre el Futuro de Europa
La Conferencia sobre el Futuro de Europa fue un foro de debate y reflexión celebrado entre 2021 y 2022 donde la ciudadanía europea y diversas organizaciones no gubernamentales (ONG) aportaron ideas y opiniones sobre el porvenir institucional de la Unión Europea (UE). Se trató de una iniciativa conjunta del Parlamento Europeo, el Consejo de la Unión y la Comisión Europea, que han dado seguimiento —en sus respectivos ámbitos de competencia— a las recomendaciones formuladas durante el proceso. La Conferencia alcanzó unas conclusiones y aportó sus orientaciones en mayo de 2022.
En 2020, la idea de Emmanuel Macron para una “Conferencia de Reforma” fue adoptada por la Comisión y el Parlamento Europeo. Aunque inicialmente la conferencia debía comenzar ese año, su puesta en marcha fue aplazada como resultado de la pandemia de COVID-19, por lo que su inauguración en Estrasburgo, tuvo lugar el 9 de mayo de 2021. Adicionalmente, un impulso determinante llegó a finales de ese año cuando el gobierno Scholz de Alemania afirmó que se basaría en la conferencia como punto de partida para reformar la UE. Según esta iniciativa, la conferencia debería conducir a un proceso constitucional y, en última instancia, a un Estado federal europeo.

### Contexto
La refundación de la Unión Europea es el proyecto que busca la reforma institucional y constitucional para adaptar a dicha organización a los futuros cambios globales y avanzar en la integración europea. Fue iniciado en 2017 y ha sido impulsado principalmente por la Comisión Europea y el denominado eje franco-alemán. Aunque el término «refundación» ha sido utilizado especialmente por el presidente de Francia, Emmanuel Macron y su gobierno, diferentes actores políticos se han referido a la situación empleando términos variados para reflejar la voluntad de aumentar la capacidad geopolítica, la autonomía estratégica o la soberanía de la Unión. Por ejemplo, durante la presidencia francesa del Consejo de la UE en 2022, el propio Macron utilizó como eslogan las palabras «relanzamiento, poder, pertenencia».
En medio de la tensión diplomática entre Rusia y la UE y la intensificación de la rivalidad entre China y Estados Unidos, la UE comenzó a debatir la noción de autonomía estratégica, que exige a la organización defender su soberanía y promover sus intereses de manera independiente. Dicha autonomía suele vincularse a la defensa, pero podría ir más allá, teniendo en cuenta que a nivel internacional las capacidades económicas y tecnológicas han ganado relevancia. Sin embargo, varios líderes europeos aspiran a dotar a la UE de las capacidades militares que consideran necesarias para garantizar su defensa en pos de conseguir la autonomía estratégica.
Entre tanto, en Estados Unidos, los gobiernos de Donald Trump y Joe Biden asumieron una postura de relativa ruptura respecto a la UE, lo que ha generado una «pérdida de confianza» en la relación bilateral dentro de la clase política y la opinión pública en la UE. Paralelamente las nuevas relaciones eurobritánicas, tras la salida del Reino Unido de la UE en 2020, se han desarrollado en medio de un reforzamiento de la angloesfera que ha chocado con algunos intereses de la UE.
Sin embargo, han sido dos los principales catalizadores que desde 2020 impulsan una serie de cambios de considerable magnitud en el bloque comunitario: la crisis de la pandemia de COVID-19 y la situación de la Unión tras la invasión rusa de Ucrania. Entre otros aspectos, ambas crisis pusieron en evidencia la dependencia exterior de la Unión para abastecerse de productos y materias primas de carácter estratégico. Ello, unido al creciente proteccionismo de competidores clave como China y Estados Unidos —en particular las leyes de este último aprobadas en 2022—, potenció la adopción de medidas comunitarias que buscan la reindustralización interior de la UE.
No obstante, desde que asumió sus funciones en 2017, el presidente Macron ya había abanderado propuestas en respaldo de su consigna de «refundar Europa». Pese a ello, en los primeros años de su gobierno, Macron no había obtenido el respaldo del gobierno de la canciller alemana Angela Merkel a sus iniciativas más ambiciosas dentro de la UE. Pero la situación cambió el 18 de mayo de 2020, cuando —en el marco de la crisis de la pandemia— ambos gobernantes presentaron un plan para la UE armonizado con varias acciones institucionales iniciadas en marzo de ese año, que fueron seguidas por una ola de anuncios sin precedentes. Esta dinámica despertó expectativas sobre Olaf Scholz —quien reemplazó a Merkel como canciller en diciembre de 2021— y su política europea enfocada en la evolución hacia el establecimiento de un «Estado federal» que no logró implementar antes de ser reemplazado por Friedrich Merz en 2025.